# Reinaldo Cayres Minati
Reinaldo Cayres Minati ComMM (22 de agosto de 1948) é um general-de-brigada da reserva do Exército Brasileiro.
Graduou-se aspirante-a-oficial em 1971, na Academia Militar das Agulhas Negras, sendo o primeiro colocado de sua turma de artilharia. Foi também o primeiro colocado de sua turma de artilharia na Escola de Aperfeiçoamento de Oficiais (EsAO), recebendo por isso a medalha Marechal Hermes de prata com duas coroas.
Como tenente e capitão serviu no 2º Grupo de Artilharia de Campanha Autopropulsado (Regimento Deodoro), em Itu e no 9.º Grupo de Artilharia de Campanha, em Nioaque. Também serviu no 16.º Grupo de Artilharia de Campanha, em  São Leopoldo , como instrutor-chefe do NPOR. No posto de Major, após realizar o curso da Escola de Comando e Estado-Maior do Exército, no Rio de Janeiro, serviu na 6ª Região Militar em Salvador.
Como tenente-coronel, trabalhou em Brasília na Secretaria-Geral do Exército e no Gabinete de Segurança Institucional da Presidência da República. No posto de coronel, comandou o 2º Grupo de Artilharia de Campanha Autopropulsado, foi adido militar na Embaixada do Brasil em Lisboa e serviu no Gabinete do Comandante do Exército.
Como oficial-general, foi comandante da Academia Militar das Agulhas Negras e chefe do Gabinete do Comandante do Exército, passando para a reserva em julho de 2005.
Admitido à Ordem do Mérito Militar em 1992 no grau de Cavaleiro ordinário, foi promovido a Oficial em 1996 e a Comendador em 2001.
Foi Assessor Especial do Ministro-Chefe do Gabinete de Segurança Institucional da Presidência da República, entre outubro de 2008 e fevereiro de 2011.